# Kiernozia (gmina)
Pour les articles homonymes, voir Kiernozia.
Kiernozia est une gmina (commune) rurale (gmina wiejska) du powiat de Łowicz, dans la Łódź, dans le centre de la Pologne.
Son siège administratif (chef-lieu) est le village de Kiernozia, qui se situe environ 20 kilomètres au nord de Łowicz (siège du powiat) et 61 kilomètres au nord-est de la capitale régionale Łódź (capitale de la voïvodie).
La gmina couvre une superficie de 76,03 km2 pour une population de 3 638 habitants en 2006.

## Histoire
De 1975 à 1998, la gmina est attachée administrativement à la voïvodie de Płock.

Depuis 1999, elle fait partie de la voïvodie de Łódź.

## Géographie
La gmina inclut les villages et localités de :
- Brodne-Józefów
- Brodne-Towarzystwo
- Chruśle
- Czerniew
- Jadzień
- Jerzewo
- Kiernozia
- Lasocin
- Natolin Kiernoski
- Niedzieliska
- Osiny
- Sokołów-Kolonia
- Sokołów-Towarzystwo
- Stępów
- Teresew
- Tydówka
- Wiśniewo
- Witusza
- Wola Stępowska
- Zamiary

### Gminy voisines
La gmina de Kiernozia est voisine des gminy de:
- Chąśno
- Iłów
- Kocierzew Południowy
- Pacyna
- Sanniki
- Zduny
- Żychlin

## Structure du terrain
D'après les données de 2007, la superficie de la commune de Kiernozia est de 76,03 kilomètres carrés, répartis comme telle :
- terres agricoles : 89 %
- forêts : 4 %

La commune représente 7,71 % de la superficie du powiat.

## Démographie
Données du 31 décembre 2007 :
| Description        | Total  | Total | Femmes | Femmes | Hommes | Hommes |
| ------------------ | ------ | ----- | ------ | ------ | ------ | ------ |
| Unité              | Nombre | %     | Nombre | %      | Nombre | %      |
| Population         | 3 586  | 100   | 1 808  | 50,4   | 1 778  | 49,6   |
| Densité (hab./km²) | 47     | 47    | 24     | 24     | 23     | 23     |